# Amen Corner
Amen Corner war eine britische Popband, die Ende der 1960er Jahre in Europa einige Hitparadenerfolge hatte.

## Geschichte
Die Band wurde 1966 von sieben Schulfreunden in ihrer Heimatstadt Cardiff, Wales gegründet: Andy Fairweather-Low (Gesang), Neil Jones (Gitarre), Allan Jones (Saxophon), Derek John „Blue“ Weaver (Keyboard), Mike Smith (Tenor-Saxophon), Clive Taylor (E-Bass) und Dennis Bryon (Schlagzeug). Der Name wurde von einem im Victoria Ballroom in Cardiff Sonntagnachts veranstalteten Soul-Abend übernommen. Im eigentlichen Sinne bezeichnet eine „Amen-Ecke“ in protestantischen Kirchen Plätze, meist in Pfarrernähe, wo eine Gruppe, gewissermaßen ein „Amen“-Chor, auf die Predigt antwortet. Andy Fairweather-Low formte mit seiner nasalen Singstimme den charakteristischen Sound der Band, die 1967 mit dem Song Gin House Blues zum ersten Mal in den britischen Charts vertreten war. Der Durchbruch gelang 1968 mit einer eigenen und anders aufgebauten Version des Liedes Bend Me, Shape Me, das kurz zuvor schon mit der amerikanischen Band The American Breed bekannt war. Ihr größter Hit war 1969 (If Paradise Is) Half as Nice, im Original ein italienisches Lied von La Ragazza 77 & Ambra Borelli (Il paradiso della vita).
Bis 1969 hatte die Band vor allem in Teenagerkreisen viel Erfolg, u. a. auch mit den eigenen Fernsehshows A Night with Amen Corner und Stars in Their Eyes. Einen Filmauftritt hatte sie 1970 neben Christopher Lee, Peter Cushing und Vincent Price in Scream and Scream again (deutscher Titel: Die lebenden Leichen des Dr. Mabuse) und dafür auch den gleichnamigen Song geschrieben. Die Bandmitglieder lebten zusammen in einem herrschaftlichen Landhaus und pflegten einen exklusiven Lebensstil mit teuren Autos und Rennpferden.
Ende 1969 löste sich die Gruppe auf, und Andy Fairweather-Low gründete die Band Fair Weather, bei der auch wieder Neil Jones, Blue Weaver, Clive Taylor und Dennis Bryon dabei waren – der Kern der alten Band, die aber ihren eingeführten Namen nicht verwenden konnte, weil die Band Amen Corner noch bei Immediate Records unter Vertrag stand. Mit Natural Sinner hatte die Gruppe 1970 zwar direkt einen Hit (Platz 6 der UK-Charts), sie löste sich aber 1971 schon wieder auf. Andy Fairweather-Low startete danach eine erfolgreiche Solokarriere. Dennis Bryon schloss sich im Sommer 1972 den Bee Gees an. Blue Weaver ging zunächst zu den Strawbs und war ab 1974 ebenfalls ständiges Mitglied der Bee Gees.

## Mitglieder
- Andy Fairweather-Low (* 2. August 1948 in Cardiff), Gesang
- Neil Jones (* 25. März 1949; † 8. Juni 2018[6]), Gitarre
- Allan Jones (* 6. Februar 1947), Tenorsaxophon
- Derek John „Blue“ Weaver (* 11. März 1947 in Cardiff), Keyboard
- Mike Smith (* 4. November 1949), Saxophon
- Clive Taylor (* 27. April 1949), Bassgitarre, Piano
- Dennis Bryon (* 14. März 1949, † 14. November 2024), Schlagzeug

## Diskografie

### Singles
- 1967: Gin House Blues (erste Pressungen Gin House) (Deram)
- 1967: The World of Broken Hearts (Deram)
- 1968: Bend Me, Shape Me (Deram)
- 1968: High in the Sky (Deram)
- 1969: (If Paradise Is) Half as Nice (Immediate)
- 1969: Hello Susie (auch Hello Suzie geschrieben) (Immediate)
- 1969: Get Back (Immediate)

### Alben
- 1968: Round Amen Corner (Deram, 1990 wiederveröffentlicht)
- 1969: The National Welsh Coast Live Explosion Company (Immediate, 1992 bei Repertoire Records wiederveröffentlicht)
- 1969: Farewell to the Real Magnificent Seven (Immediate, 1993 bei Repertoire Records wiederveröffentlicht)
- 1969: The World of Amen Corner (Decca)
- 1970: Chart Busters (EMI)
- 1976: Return of the Magnificent Seven (Immediate)
- 1977: Greatest Hits (Immediate)
- 1993: All the Hits … and More (EMI)